# اصول اربعمائه
اصول اربعمائه یا اصول چهارصدگانه چهارصد کتاب حدیث شیعه امامیه بوده‌اند که مستقیماً از امام نقل حدیث کرده‌اند، کاملاً موثق بوده‌اند و کتاب صرفاً بیان تدوین نشده احادیث است.
به نوشته دائره المعارف بزرگ اسلامی «اصل اصطلاحی در علم حدیث به معنی هر یک از نوشته‌های آغازین [است] که مستقیماً از کتابت شنیده‌ها پدید آمده بودند... در نوشتن یک اصل، نویسنده بدون کوششی در جهت مدون سازی احادیث مسموع خود را تنها با کتابت به ضبط می‌آورده است.» لذا هر کتاب حدیث اصل نیست و مثلاً کتاب حدیثی که به یک موضوع خاص فقهی مثل صلاه می‌پردازد اصل خوانده نمی‌شود.
آن گونه که شیخ طوسی در مقدمه الفهرست می‌نویسد گردآوری اسامی تمامی کتاب‌های اصول به علت پراکندگی کتاب‌های شیعه در سرزمین‌های مسلمان ناممکن است. بدین ترتیب شیخ طوسی و نجاشی فقط موفق می‌شوند کمتر از هشتاد اصل را در آثار خود ذکر کنند. از مجموعه این کتاب‌ها جز تعداد اندکی امروزه در دسترس نیست و نام آن‌ها و روایاتشان در قالب سایر کتاب‌های حدیث و رجال به‌خصوص کتب اربعه آمده است.

## سرنوشت اصول چهارصدگانه
در حال حاضر از میان این ۴۰۰ اصل، تنها ۱۶ اصل باقی مانده که توسط حسن مصطفوی در کتاب الاصول الستة عشر به چاپ رسیده است.

دو عامل مهم از بین رفتن این اصول که توسط محدثین ذکر شده‌است:
- تدوین جوامع اولیهٔ حدیثی که کامل‌تر و جامع‌تر بود از رغبت محدثین برای مراجعه به این اصول کاست.
- حادثهٔ آتش‌سوزی در کتاب‍‌خانهٔ شیخ طوسی منجر به از بین رفتن بخشی از این اصول شد.[۴]